# From out of nowhere
From out of nowhere is het tweede studioalbum van Jeff Lynne's ELO. Het verscheen vier jaar na haar voorganger Alone in the universe. Lynne bespeelde bijna alle muziekinstrumenten op dit album dat werd opgenomen in de Bungalow Palace Studio in Los Angeles. De titel van het album refereert aan de titel van de eerste track die op papier stond; volgens Lynne kwam het nummer uit het niets uit zijn pen.
Het album haalde de meeste albumlijsten in West-Europa met gemak, maar verbleef daarin vaak een korte tijd (1 tot 4 weken). Uitzondering was het Verenigd Koninkrijk, waar het album de eerste plaats haalde op 14 november 2019 en toen aan een trage neergang begon.

## Musici
- Jeff Lynne – zang, gitaar, basgitaar, toetsinstrumenten, drumstel
- Steve Jay – tamboerijn (tevens geluidstechnicus)
- Richard Tandy – piano op One more time

## Muziek
| Nr. | Titel               | Duur |
| --- | ------------------- | ---- |
| 1.  | From out of nowhere | 3:14 |
| 2.  | Help yourself       | 3:14 |
| 3.  | All my love         | 3:06 |
| 4.  | Down came the rain  | 3:29 |
| 5.  | Losing you          | 3:36 |
| 6.  | One more time       | 3:28 |
| 7.  | Sci-fi woman        | 3:07 |
| 8.  | Goin’ out on me     | 3:09 |
| 9.  | Time of our life    | 3:10 |
| 10. | Songbird            | 3:06 |

Time of our life voert terug op zijn optreden in Wembley Stadium ("to play our music at the football ground") met 60.000 fans, die hun mobieltjes lieten oplichten tijdens Telephone line.